# 基利和庫力奇

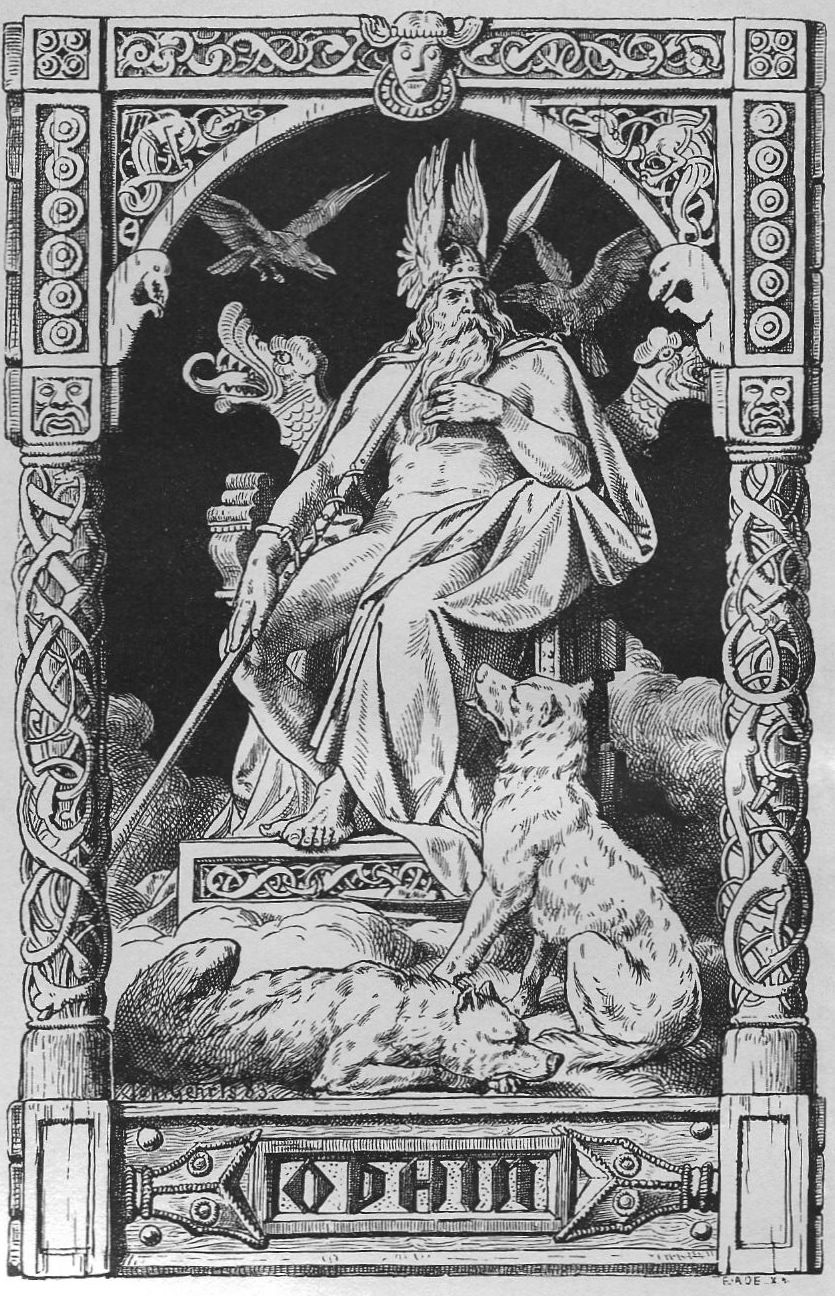
奧丁和他養的一對狼基利和庫力奇，1888年

基利（Geri），庫力奇（Freki），在北歐神話裡，牠們是奧丁（Odin）所擁有的一雙狼，基利的名字有「貪吃」之意，而庫力奇則有「暴食」的意思。雖然一般都認為這兩隻奧丁擁有的野獸是狼，但在《詩體埃達》也曾指出他們是獵犬。奧丁待在英靈殿（Valhalla）時，牠們就趴在奧丁的桌子下，吃著奧丁餵食的食物，奧丁自己則是光喝著蜜酒。